# Вольва (приток Камы)
Вольва — река в России, протекает по Гайнскому району Пермского края. Устье реки находится в 1206 км от устья Камы по правому берегу. Длина реки составляет 15 км.
Исток реки в лесах в 9 км к юго-востоку от посёлка Чуртан. Река течёт на северо-запад по ненаселённому заболоченному лесу. Впадает в Каму между деревнями Монастырь и Плесо (Сёйвинское сельское поселение).

## Данные водного реестра
По данным государственного водного реестра России относится к Камскому бассейновому округу, водохозяйственный участок реки — Кама от истока до водомерного поста у села Бондюг, речной подбассейн реки — бассейны притоков Камы до впадения Белой. Речной бассейн реки — Кама.
Код объекта в государственном водном реестре — 10010100112111100001419.